# Lamasón
Lamasón est une commune espagnole située dans la communauté autonome monoprovinciale de Cantabrie.